# Camp David
Naval Support Facility Thurmont, populært kaldet Camp David, er en militærlejr administreret af den amerikanske flåde, beliggende i bjergene i Frederick County, Maryland, og den bruges som landsted for USA's præsident og dennes gæster.
Under navnet Hi-Catoctin blev lejren oprindeligt bygget som opholdssted for føderale regerings-embedsmænd og deres familier i 1935-38.
I 1942 blev området/ opholdsstedet ombygget af præsident Franklin D. Roosevelt til rekreations- og opholdssted for landets præsident og blev navngivet U.S.S. Shangri-La.
Navnet Camp David blev givet af præsident Dwight Eisenhower, til ære for hans barnebarn, Dwight David Eisenhower II.
Camp David ligger meget isoleret i et stille bjerg- og skovområde med bebyggelser, som omfatter bygninger og gæsteboliger/ hytter etc., der er placeret flere steder i området. Faciliteterne i lejren er forbundet med service og gangstier.
Bygninger og hytter har navn efter forskellige træer, planter og blomster. Der fører kun een større vej til Camp David, som deler lejren i to områder.
Det ene område omfatter præsidentens opholdsted, gæsteboliger og rekreationsmuligheder.
Det andet område bebos af sikkerhedspersonale fra Secret Service , vedligeholdelsesmandskab og servicemandskab fra flåden samt vagtmandskab fra marinekorpset.

## Galleri
- Ronald Reagan og Margaret Thatcher i en af hytterne, 22. december 1984.
- Margaret Thatcher og Ronald Reagan spadserer i Camp David, 1986.
- Margaret Thatcher og George H.W. Bush, 24. november 1989.